# Ocymyrmex monardi
Ocymyrmex monardi är en myrart som beskrevs av Santschi 1930. Ocymyrmex monardi ingår i släktet Ocymyrmex och familjen myror. Inga underarter finns listade i Catalogue of Life.